# Future Cop: LAPD
Future Cop: LAPD är en tredjepersonskjutare, utvecklat av EA Redwood Shores och utgivet av EA Games (då varande Electronic Arts) 1998 till Windows, Macintosh och Playstation.